# Choroschewe
Choroschewe (ukrainisch Хорошеве; russisch Хорошево Choroschewo) ist eine Siedlung städtischen Typs in der ukrainischen Oblast Charkiw mit etwa 4100 Einwohnern (2019).

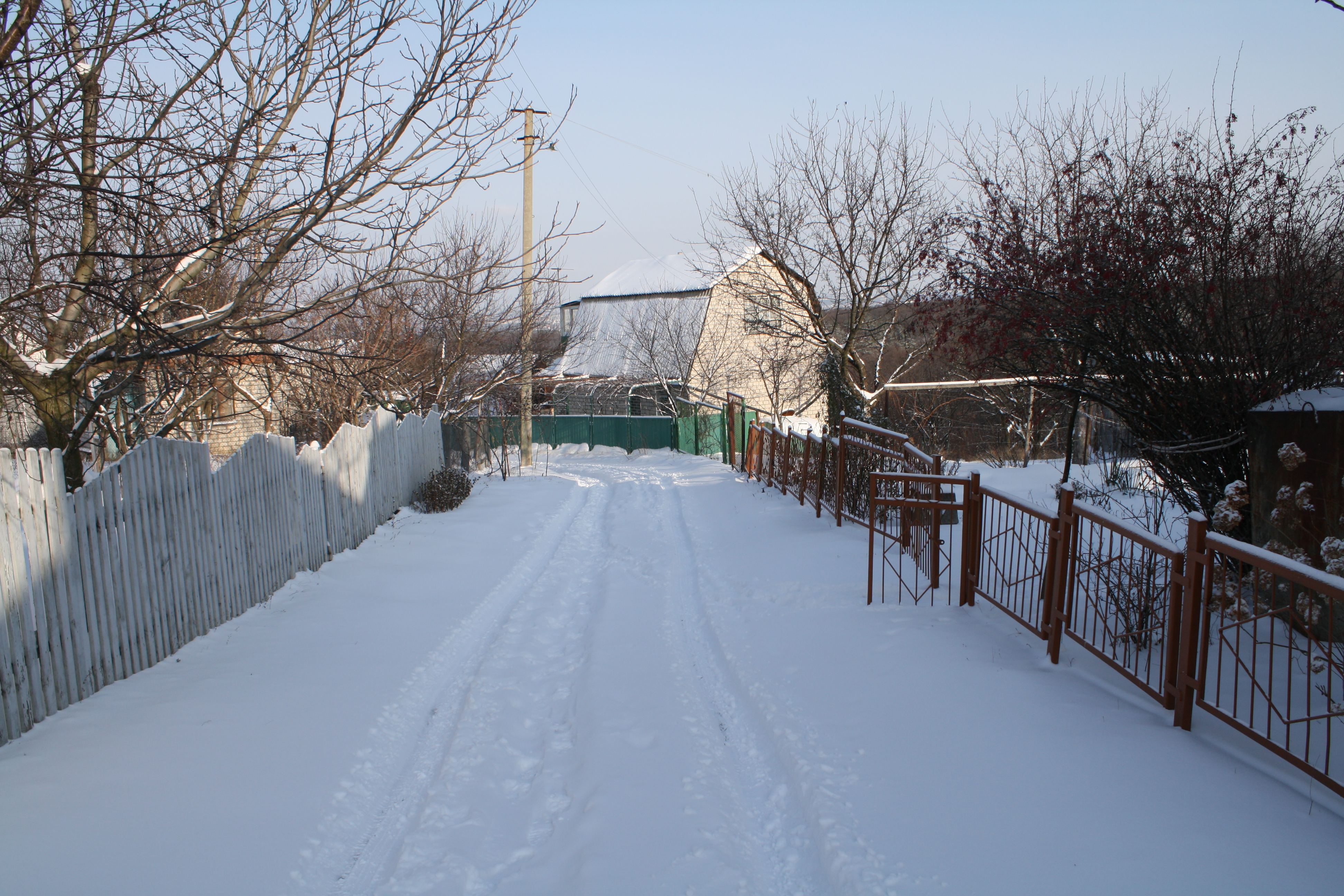
Winterliche Straße in Choroschewe

Die 1571 gegründete Ortschaft erhielt 1937 den Status einer Siedlung städtischen Typs und liegt am rechten Ufer des Udy 22 km südlich vom Oblastzentrum Charkiw, am Ort vorbei führt die Bahnstrecke Charkiw–Horliwka mit einem eigenen Bahnhof.
Am 12. Juni 2020 wurde die Siedlung ein Teil der neu gegründeten Siedlungsgemeinde Besljudiwka; bis dahin bildete sie die Siedlungsratsgemeinde Choroschewe (Хорошівська селищна рада/Choroschiwska selyschtschna rada) im Süden des Rajons Charkiw.